# Rio Dudurugu
O Rio Dudurugu é um rio da Romênia, afluente do Brăneasa, localizado no distrito de Sibiu.